# Wally Adeyemo
Pour les articles homonymes, voir Adeyemo.
Adewale "Wally" Adeyemo (né le 20 mai 1981) est un conseiller économique et politique nigériano-américain. Il a été le premier président de la Fondation Obama et est le candidat du président élu Joe Biden au poste de secrétaire adjoint au Trésor des États-Unis. Sous l'administration Obama, Adeyemo a été conseiller adjoint à la sécurité nationale pour l'économie internationale de 2015 à 2016 et directeur adjoint du Conseil économique national.

## Biographie

### Jeunesse
Adeyemo est né au Nigeria et a grandi en Californie du Sud. Son père était enseignant et sa mère était infirmière. Il a deux frères et sœurs plus jeunes.  Il est diplômé du lycée Eisenhower à Rialto, Californie,  et a reçu un baccalauréat ès arts de l'université de Californie, Berkeley et un diplôme de juris doctor de la faculté de droit de Yale . 

### Carrière
Adeyemo a été directeur de la sensibilisation afro-américaine pour la campagne présidentielle de John Kerry 2004 et était basé au bureau de San Francisco . 
Avant de rejoindre l'administration Obama, Adeyemo a travaillé comme rédacteur au Hamilton Project . Adeyemo a ensuite été conseiller principal et chef de cabinet adjoint de Jack Lew au département du Trésor des États-Unis .  Adeyemo a ensuite travaillé comme négociateur en chef du Partenariat transpacifique . Il a également été le premier chef de cabinet du Bureau de protection des consommateurs en matière financière sous Elizabeth Warren. 
En novembre 2014, Adeyemo a été nommé secrétaire adjoint du Trésor pour les marchés internationaux et le développement, mais après avoir comparu devant le comité des banques, du logement et des affaires urbaines du Sénat, sa nomination a été retirée par le président Obama en décembre 2015.
Il a ensuite été sélectionné pour servir simultanément de conseiller adjoint à la sécurité nationale pour l'économie internationale et de directeur adjoint du Conseil économique national en 2015, jusqu'en 2016. Au cours de son mandat, Adeyemo a été le représentant du président auprès du G7 et du G20 et a occupé plusieurs postes de haute direction au département américain du Trésor, notamment conseiller principal et chef de cabinet adjoint, ainsi que négociateur en chef pour le Partenariat transpacifique sur les dispositions relatives à la politique macroéconomique.
Après le changement d'administration en 2017, Adeyemo travail pour la société BlackRock pendant deux ans, en tant chef de cabinet par intérim du PDG de l'entreprise, Laurence D. Fink, puis comme principal conseiller. Le 1er août 2019, Adeyemo est choisi par Barack Obama pour devenir le premier président de la Fondation Obama . 
En novembre 2020, Adeyemo est nommé au poste de secrétaire adjoint au Trésor des États-Unis dans l'administration Biden ,. Le 20 janvier 2021, sa nomination est soumise au Sénat pour confirmation et une audition devant la commission sénatoriale des finances a lieu le 23 février 2021. Le 25 mars 2021, il est confirmé par le Sénat, puis est assermenté par la secrétaire au Trésor Janet Yellen le lendemain.
Le 2 juin 2024, Adeyemo a écrit un article pour le Financial Times intitulé « Nous devons mettre du sable dans les engrenages de la machine de guerre russe », dans le contexte de l'invasion de l'Ukraine par la Russie en 2022.